# Azteca forelii
Azteca forelii är en myrart som beskrevs av Carlo Emery 1893. Azteca forelii ingår i släktet Azteca och familjen myror.

## Underarter
Arten delas in i följande underarter:
- A. f. championi
- A. f. eiseni
- A. f. forelii
- A. f. raptrix
- A. f. ursina
- A. f. xysticola